# Interlands Spaans voetbalelftal 1920-1929
Deze pagina toont een chronologisch en gedetailleerd overzicht van de interlands die het Spaans voetbalelftal heeft gespeeld in de periode 1920 – 1929.

## Interlands

### 1920
| Olympische Spelen 1920 |
| ---------------------- |

|                                                                                     |            |                        |        |                                                                           |
| 28 augustus Olympische Spelen Eerste ronde № 1 «onderlinge duels» 15:30 uur (UTC+1) | Denemarken | 0 – 1                  | Spanje | Dudenpark, Vorst Toeschouwers: 2.000 Scheidsrechter: Willem Eijmers (NED) |
| 28 augustus Olympische Spelen Eerste ronde № 1 «onderlinge duels» 15:30 uur (UTC+1) |            | 54' Patricio Arabolaza |        | Dudenpark, Vorst Toeschouwers: 2.000 Scheidsrechter: Willem Eijmers (NED) |

|                                                                                    |                                          |       |                    |                                                                                     |
| 29 augustus Olympische Spelen Kwartfinale № 2 «onderlinge duels» 17:30 uur (UTC+1) | België                                   | 3 – 1 | Spanje             | Olympisch Stadion, Antwerpen Toeschouwers: 18.000 Scheidsrechter: Job Mutters (NED) |
| 29 augustus Olympische Spelen Kwartfinale № 2 «onderlinge duels» 17:30 uur (UTC+1) | Robert Coppée 11' Robert Coppée 52', 55' |       | 62' Mariano Arrate | Olympisch Stadion, Antwerpen Toeschouwers: 18.000 Scheidsrechter: Job Mutters (NED) |

|                                                                                       |                                                 |       |                |                                                                                       |
| 1 september Olympische Spelen Troosttoernooi № 3 «onderlinge duels» 15:30 uur (UTC+1) | Spanje                                          | 2 – 1 | Zweden         | Olympisch Stadion, Antwerpen Toeschouwers: 3.000 Scheidsrechter: Giovanni Mauro (ITA) |
| 1 september Olympische Spelen Troosttoernooi № 3 «onderlinge duels» 15:30 uur (UTC+1) | José María Belauste 51' Domingo Gómez Acedo 53' |       | 28' Albin Dahl | Olympisch Stadion, Antwerpen Toeschouwers: 3.000 Scheidsrechter: Giovanni Mauro (ITA) |

|                                                                                       |        |                         |        |                                                                                   |
| 2 september Olympische Spelen Troosttoernooi № 4 «onderlinge duels» 14:30 uur (UTC+1) | Italië | 0 – 2                   | Spanje | Olympisch Stadion, Antwerpen Toeschouwers: 10.000 Scheidsrechter: Paul Putz (BEL) |
| 2 september Olympische Spelen Troosttoernooi № 4 «onderlinge duels» 14:30 uur (UTC+1) |        | 43', 72' Félix Sesúmaga |        | Olympisch Stadion, Antwerpen Toeschouwers: 10.000 Scheidsrechter: Paul Putz (BEL) |

|                                                                                        |                    |       |                                     |                                                                                   |
| 5 september Olympische Spelen Zilveren finale № 5 «onderlinge duels» 15:00 uur (UTC+1) | Nederland          | 1 – 3 | Spanje                              | Olympisch Stadion, Antwerpen Toeschouwers: 14.000 Scheidsrechter: Paul Putz (BEL) |
| 5 september Olympische Spelen Zilveren finale № 5 «onderlinge duels» 15:00 uur (UTC+1) | Ber Groosjohan 72' |       | 7', 35' Félix Sesúmaga 68' Pichichi | Olympisch Stadion, Antwerpen Toeschouwers: 14.000 Scheidsrechter: Paul Putz (BEL) |

|  |  |  |  |  |  |  |  |  |

### 1921
|                                                                    |                            |       |        |                                                                           |
| 9 oktober Vriendschappelijk № 6 «onderlinge duels» 16:00 uur (UTC) | Spanje                     | 2 – 0 | België | San Mamés, Bilbao Toeschouwers: 20.000 Scheidsrechter: Jorge Vieira (POR) |
| 9 oktober Vriendschappelijk № 6 «onderlinge duels» 16:00 uur (UTC) | Paulino Alcántara 55', 80' |       |        | San Mamés, Bilbao Toeschouwers: 20.000 Scheidsrechter: Jorge Vieira (POR) |

|                                                                      |                                             |       |                     |                                                                                       |
| 18 december Vriendschappelijk № 7 «onderlinge duels» 15:00 uur (UTC) | Spanje                                      | 3 – 1 | Portugal            | Campo de O'Donnell, Madrid Toeschouwers: 14.000 Scheidsrechter: Charles Barette (BEL) |
| 18 december Vriendschappelijk № 7 «onderlinge duels» 15:00 uur (UTC) | Manuel Meana 20' Paulino Alcántara 23', 50' |       | 75' Alberto Augusto | Campo de O'Donnell, Madrid Toeschouwers: 14.000 Scheidsrechter: Charles Barette (BEL) |

### 1922
|                                                                     |           |                                                               |        |                                                                                              |
| 30 april Vriendschappelijk № 8 «onderlinge duels» 15:00 uur (UTC+1) | Frankrijk | 0 – 4                                                         | Spanje | Stade Sainte-Germaine, Bordeaux Toeschouwers: 10.000 Scheidsrechter: Raphaël Van Praag (BEL) |
| 30 april Vriendschappelijk № 8 «onderlinge duels» 15:00 uur (UTC+1) |           | 20' Paulino Alcántara 27' Paulino Alcántara 33', 35' Travieso |        | Stade Sainte-Germaine, Bordeaux Toeschouwers: 10.000 Scheidsrechter: Raphaël Van Praag (BEL) |

|                                                                      |                     |       |                                      |                                                                                       |
| 17 december Vriendschappelijk № 9 «onderlinge duels» 14:30 uur (UTC) | Portugal            | 1 – 2 | Spanje                               | Estádio do Lumiar, Lissabon Toeschouwers: 25.000 Scheidsrechter: Georges Balvay (FRA) |
| 17 december Vriendschappelijk № 9 «onderlinge duels» 14:30 uur (UTC) | Jaime Gonçalves 37' |       | 61' Vicente Piera 82' Juan Monjardín | Estádio do Lumiar, Lissabon Toeschouwers: 25.000 Scheidsrechter: Georges Balvay (FRA) |

### 1923
|                                                                      |                                                            |       |           |                                                                                             |
| 28 januari Vriendschappelijk № 10 «onderlinge duels» 15:30 uur (UTC) | Spanje                                                     | 3 – 0 | Frankrijk | Estadio de Atocha, San Sebastián Toeschouwers: 15.563 Scheidsrechter: Charles Barette (BEL) |
| 28 januari Vriendschappelijk № 10 «onderlinge duels» 15:30 uur (UTC) | Juan Monjardín 11' José Luis Zabala 42' Juan Monjardín 83' |       |           | Estadio de Atocha, San Sebastián Toeschouwers: 15.563 Scheidsrechter: Charles Barette (BEL) |

|                                                                      |                          |       |        |                                                                                     |
| 4 februari Vriendschappelijk № 11 «onderlinge duels» 14:30 uur (UTC) | België                   | 1 – 0 | Spanje | Olympisch Stadion, Antwerpen Toeschouwers: 30.000 Scheidsrechter: Job Mutters (NED) |
| 4 februari Vriendschappelijk № 11 «onderlinge duels» 14:30 uur (UTC) | Robert Coppée 60' (pen.) |       |        | Olympisch Stadion, Antwerpen Toeschouwers: 30.000 Scheidsrechter: Job Mutters (NED) |

|                                                                       |                                                |       |          |                                                                                          |
| 16 december Vriendschappelijk № 12 «onderlinge duels» 15:00 uur (UTC) | Spanje                                         | 3 – 0 | Portugal | Campo de la Reina Victoria, Sevilla Toeschouwers: 10.000 Scheidsrechter: Paul Putz (BEL) |
| 16 december Vriendschappelijk № 12 «onderlinge duels» 15:00 uur (UTC) | José Luis Zabala 14' José Luis Zabala 57', 70' |       |          | Campo de la Reina Victoria, Sevilla Toeschouwers: 10.000 Scheidsrechter: Paul Putz (BEL) |

### 1924
|                                                                     |        |       |        |                                                                                              |
| 9 maart Vriendschappelijk № 13 «onderlinge duels» 15:00 uur (UTC+1) | Italië | 0 – 0 | Spanje | Campo di viale Lombardia, Milaan Toeschouwers: 20.000 Scheidsrechter: Henri Christophe (BEL) |
| 9 maart Vriendschappelijk № 13 «onderlinge duels» 15:00 uur (UTC+1) |        |       |        | Campo di viale Lombardia, Milaan Toeschouwers: 20.000 Scheidsrechter: Henri Christophe (BEL) |

| Olympische Spelen 1924 |
| ---------------------- |

|                                                                                 |                          |       |        |                                                                                                |
| 25 mei Olympische Spelen Eerste ronde № 14 «onderlinge duels» 15:30 uur (UTC+1) | Italië                   | 1 – 0 | Spanje | Stade Olympique de Colombes, Colombes Toeschouwers: 18.991 Scheidsrechter: Marcel Slawik (FRA) |
| 25 mei Olympische Spelen Eerste ronde № 14 «onderlinge duels» 15:30 uur (UTC+1) | Pedro Vallana 84' (e.d.) |       |        | Stade Olympique de Colombes, Colombes Toeschouwers: 18.991 Scheidsrechter: Marcel Slawik (FRA) |

|  |  |  |  |  |  |  |  |  |

|                                                                       |                                        |       |                    |                                                                                         |
| 21 december Vriendschappelijk № 15 «onderlinge duels» 14:30 uur (UTC) | Spanje                                 | 2 – 1 | Oostenrijk         | Camp de Les Corts, Barcelona Toeschouwers: 25.000 Scheidsrechter: Charles Barette (BEL) |
| 21 december Vriendschappelijk № 15 «onderlinge duels» 14:30 uur (UTC) | Antonio Juantegui 3' José Samitier 87' |       | 31' Johann Horvath | Camp de Les Corts, Barcelona Toeschouwers: 25.000 Scheidsrechter: Charles Barette (BEL) |

### 1925
|                                                                  |          |                                         |        |                                                                                      |
| 17 mei Vriendschappelijk № 16 «onderlinge duels» 16:30 uur (UTC) | Portugal | 0 – 2                                   | Spanje | Estádio do Lumiar, Lissabon Toeschouwers: 17.000 Scheidsrechter: Gaston Vallat (FRA) |
| 17 mei Vriendschappelijk № 16 «onderlinge duels» 16:30 uur (UTC) |          | 8' Carmelo Goyenechea 17' Vicente Piera |        | Estádio do Lumiar, Lissabon Toeschouwers: 17.000 Scheidsrechter: Gaston Vallat (FRA) |

|                                                                    |             |                                                          |        |                                                                              |
| 1 juni Vriendschappelijk № 17 «onderlinge duels» 16:00 uur (UTC+1) | Zwitserland | 0 – 3                                                    | Spanje | Stadion Neufeld, Bern Toeschouwers: 20.000 Scheidsrechter: John Fowler (ENG) |
| 1 juni Vriendschappelijk № 17 «onderlinge duels» 16:00 uur (UTC+1) |             | 55' Juan Errazquin 70' Juan Errazquin 75' Juan Errazquin |        | Stadion Neufeld, Bern Toeschouwers: 20.000 Scheidsrechter: John Fowler (ENG) |

|                                                                   |                    |       |        |                                                                                       |
| 14 juni Vriendschappelijk № 18 «onderlinge duels» 17:30 uur (UTC) | Spanje             | 1 – 0 | Italië | Estadio Mestalla, Valencia Toeschouwers: 20.000 Scheidsrechter: Harry Kingscott (ENG) |
| 14 juni Vriendschappelijk № 18 «onderlinge duels» 17:30 uur (UTC) | Juan Errazquín 25' |       |        | Estadio Mestalla, Valencia Toeschouwers: 20.000 Scheidsrechter: Harry Kingscott (ENG) |

|                                                                          |            |                     |        |                                                                                      |
| 27 september Vriendschappelijk № 19 «onderlinge duels» 15:00 uur (UTC+1) | Oostenrijk | 0 – 1               | Spanje | Hohe Wartestadion, Wenen Toeschouwers: 55.000 Scheidsrechter: František Cejnar (TCH) |
| 27 september Vriendschappelijk № 19 «onderlinge duels» 15:00 uur (UTC+1) |            | 16' Eduardo Cubells |        | Hohe Wartestadion, Wenen Toeschouwers: 55.000 Scheidsrechter: František Cejnar (TCH) |

|                                                                       |           |                        |        |                                                                            |
| 4 oktober Vriendschappelijk № 20 «onderlinge duels» 15:30 uur (UTC+1) | Hongarije | 0 – 1                  | Spanje | Üllői Út, Boedapest Toeschouwers: 34.830 Scheidsrechter: Eugen Braun (AUT) |
| 4 oktober Vriendschappelijk № 20 «onderlinge duels» 15:30 uur (UTC+1) |           | 52' Carmelo Goyenechea |        | Üllői Út, Boedapest Toeschouwers: 34.830 Scheidsrechter: Eugen Braun (AUT) |

### 1926
|                                                                       |                                                                               |       |                                   |                                                                                 |
| 19 december Vriendschappelijk № 21 «onderlinge duels» 15:00 uur (UTC) | Spanje                                                                        | 4 – 2 | Hongarije                         | Estadio Coya, Vigo Toeschouwers: 15.000 Scheidsrechter: Albert Prince-Cox (ENG) |
| 19 december Vriendschappelijk № 21 «onderlinge duels» 15:00 uur (UTC) | Juan Errazquín 12' Seve Goiburu 17' Carmelo Goyenechea 66' Juan Errazquín 87' |       | 36' Zoltán Opata 84' József Braun | Estadio Coya, Vigo Toeschouwers: 15.000 Scheidsrechter: Albert Prince-Cox (ENG) |

### 1927
|                                                                      |                     |       |             |                                                                                        |
| 17 april Vriendschappelijk № 22 «onderlinge duels» 17:00 uur (UTC+1) | Spanje              | 1 – 0 | Zwitserland | Estadio El Sardinero, Santander Toeschouwers: 10.000 Scheidsrechter: Albert Fogg (ENG) |
| 17 april Vriendschappelijk № 22 «onderlinge duels» 17:00 uur (UTC+1) | Oscar Rodríguez 34' |       |             | Estadio El Sardinero, Santander Toeschouwers: 10.000 Scheidsrechter: Albert Fogg (ENG) |

|                                                                    |                |       |                                                                           |                                                                                                  |
| 22 mei Vriendschappelijk № 23 «onderlinge duels» 15:00 uur (UTC+1) | Frankrijk      | 1 – 4 | Spanje                                                                    | Stade Olympique de Colombes, Colombes Toeschouwers: 25.000 Scheidsrechter: Harry Kingscott (ENG) |
| 22 mei Vriendschappelijk № 23 «onderlinge duels» 15:00 uur (UTC+1) | Jean Boyer 22' |       | 23' (pen.), 75' (pen.) Domingo Zaldúa 27' José María Yermo 68' Luis Olaso | Stade Olympique de Colombes, Colombes Toeschouwers: 25.000 Scheidsrechter: Harry Kingscott (ENG) |

|                                                                    |                                                |       |        |                                                                                  |
| 29 mei Vriendschappelijk № 24 «onderlinge duels» 16:15 uur (UTC+1) | Italië                                         | 2 – 0 | Spanje | Stadio Littoriale, Bologna Toeschouwers: .000 Scheidsrechter: Stanley Rous (ENG) |
| 29 mei Vriendschappelijk № 24 «onderlinge duels» 16:15 uur (UTC+1) | Adolfo Baloncieri 31' Pachuco Prats 52' (e.d.) |       |        | Stadio Littoriale, Bologna Toeschouwers: .000 Scheidsrechter: Stanley Rous (ENG) |

### 1928
|                                                                     |                                             |       |                                            |                                                                                          |
| 8 januari Vriendschappelijk № 25 «onderlinge duels» 14:30 uur (UTC) | Portugal                                    | 2 – 2 | Spanje                                     | Estádio do Lumiar, Lissabon Toeschouwers: 30.000 Scheidsrechter: Albert Prince-Cox (ENG) |
| 8 januari Vriendschappelijk № 25 «onderlinge duels» 14:30 uur (UTC) | José Martins 25' (pen.) João dos Santos 84' |       | 30' (pen.) Domingo Zaldúa 58' Seve Goiburu | Estádio do Lumiar, Lissabon Toeschouwers: 30.000 Scheidsrechter: Albert Prince-Cox (ENG) |

|                                                                      |                   |       |                     |                                                                          |
| 22 april Vriendschappelijk № 26 «onderlinge duels» 16:30 uur (UTC+1) | Spanje            | 1 – 1 | Italië              | El Molinón, Gijón Toeschouwers: 20.000 Scheidsrechter: René Mercet (SUI) |
| 22 april Vriendschappelijk № 26 «onderlinge duels» 16:30 uur (UTC+1) | Félix Quesada 15' |       | 66' Julio Libonatti | El Molinón, Gijón Toeschouwers: 20.000 Scheidsrechter: René Mercet (SUI) |

| Olympische Spelen 1928 |
| ---------------------- |

|                                                                                      |                  |       |                                                                                               |                                                                                       |
| 30 mei Olympische Spelen Achtste finale № 27 «onderlinge duels» 14:00 uur (UTC+0:20) | Mexico           | 1 – 7 | Spanje                                                                                        | Olympisch Stadion, Amsterdam Toeschouwers: 2.344 Scheidsrechter: Gábor Boronkai (HUN) |
| 30 mei Olympische Spelen Achtste finale № 27 «onderlinge duels» 14:00 uur (UTC+0:20) | Juan Carreno 76' |       | 12', 74' Luis Regueiro 24', 56', 87' José María Yermo 36' Martín Marculeta 77' Ángel Mariscal | Olympisch Stadion, Amsterdam Toeschouwers: 2.344 Scheidsrechter: Gábor Boronkai (HUN) |

|                                                                                   |                       |              |                    |                                                                                         |
| 1 juni Olympische Spelen Kwartfinale № 28 «onderlinge duels» 19:00 uur (UTC+0:20) | Italië                | 1 – 1 (n.v.) | Spanje             | Olympisch Stadion, Amsterdam Toeschouwers: 3.388 Scheidsrechter: Domingo Lombardi (URU) |
| 1 juni Olympische Spelen Kwartfinale № 28 «onderlinge duels» 19:00 uur (UTC+0:20) | Adolfo Baloncieri 63' |              | 11' Domingo Zaldúa | Olympisch Stadion, Amsterdam Toeschouwers: 3.388 Scheidsrechter: Domingo Lombardi (URU) |

|                                                                                            | |       |                      |                                                                                     |
| 4 juni Olympische Spelen Kwartfinale (replay) № 29 «onderlinge duels» 14:00 uur (UTC+0:20) | Italië | 7 – 1 | Spanje               | Olympisch Stadion, Amsterdam Toeschouwers: 4.770 Scheidsrechter: Hans Boekman (NED) |
| 4 juni Olympische Spelen Kwartfinale (replay) № 29 «onderlinge duels» 14:00 uur (UTC+0:20) | Mario Magnozzi 14' Angelo Schiavio 15' Adolfo Baloncieri 18' Fulvio Bernardini 40' Enrico Rivolta 72' Virgilio Levratto 76', 77' |       | 47' José María Yermo | Olympisch Stadion, Amsterdam Toeschouwers: 4.770 Scheidsrechter: Hans Boekman (NED) |

|  |  |  |  |  |  |  |  |  |

### 1929
|                                                                    |                                               |       |          |                                                                                            |
| 17 maart Vriendschappelijk № 30 «onderlinge duels» 16:00 uur (UTC) | Spanje                                        | 5 – 0 | Portugal | Estadio de la Exposición, Sevilla Toeschouwers: 14.000 Scheidsrechter: John Langenus (BEL) |
| 17 maart Vriendschappelijk № 30 «onderlinge duels» 16:00 uur (UTC) | Gaspar Rubio 2', 9', 20' José Padrón 30', 45' |       |          | Estadio de la Exposición, Sevilla Toeschouwers: 14.000 Scheidsrechter: John Langenus (BEL) |

|                                                                    |                                                                                     |       |                    |                                                                                        |
| 14 april Vriendschappelijk № 31 «onderlinge duels» 16:30 uur (UTC) | Spanje                                                                              | 8 – 1 | Frankrijk          | Estadio Torrero, Zaragoza Toeschouwers: 15.000 Scheidsrechter: Albert Prince-Cox (ENG) |
| 14 april Vriendschappelijk № 31 «onderlinge duels» 16:30 uur (UTC) | Paco Bienzobas 6', 60' (pen.) Gaspar Rubio 40', 56', 77', 81' Seve Goiburu 73', 80' |       | 86' Émile Veinante | Estadio Torrero, Zaragoza Toeschouwers: 15.000 Scheidsrechter: Albert Prince-Cox (ENG) |

|                                                                    |                                                          |       |                                      |                                                                                        |
| 15 mei Vriendschappelijk № 32 «onderlinge duels» 17:00 uur (UTC+1) | Spanje                                                   | 4 – 3 | Engeland                             | Estadio Metropolitano, Madrid Toeschouwers: 45.000 Scheidsrechter: John Langenus (BEL) |
| 15 mei Vriendschappelijk № 32 «onderlinge duels» 17:00 uur (UTC+1) | Gaspar Rubio 35', 80' Jaime Lazcano 40' Seve Goiburu 83' |       | 13', 20' Joe Carter 50' Joe Bradford | Estadio Metropolitano, Madrid Toeschouwers: 45.000 Scheidsrechter: John Langenus (BEL) |

België · Bulgarije · Denemarken · Duitsland · Engeland · Estland · Finland · Frankrijk · Griekenland · Hongarije · Ierland · Italië · Joegoslavië · Letland · Litouwen · Luxemburg · Nederland · Noord-Ierland · Noorwegen · Oostenrijk · Polen · Portugal · Roemenië · Schotland · Sovjet-Unie · Spanje · Tsjecho-Slowakije · Turkije · Wales · Zweden · Zwitserland
RFEF · A-internationals · Selecties · Bondscoaches · Spaans vrouwenelftal · Olympisch elftal · Spanje U21 · Spanje U20 · Spanje U19 · Spanje U18 · Spanje U17 · Spanje U16 · Vrouwen U17
1920 – 1929 ·
1930 – 1939 ·
1940 – 1949 ·
1950 – 1959 ·
1960 – 1969 ·
1970 – 1979 ·
1980 – 1989 ·
1990 – 1999 ·
2000 – 2009 ·
2010 – 2019 ·
2020 − 2029
EK's: 1964 · 
1980 · 
1984 · 
1988 · 
1996 · 
2000 · 
2004 · 
2008 · 
2012 · 
2016 · 
2020 · 
2024
WK's: 1934 · 
1950 · 
1962 · 
1966 · 
1978 · 
1982 · 
1986 · 
1990 · 
1994 · 
1998 · 
2002 · 
2006 · 
2010 · 
2014 · 
2018 · 
2022
OS: 1920 ·
1924 · 
1928 · 
1968 · 
1976 · 
1980 · 
1992 · 
1996 · 
2000 · 
2012 ·
2020
1920 · 
1921 · 
1922 · 
1923 · 
1924 · 
1925 · 
1926 · 
1927 · 
1928 · 
1929 · 
1930 · 
1931 · 
1932 · 
1933 · 
1934 · 
1935 · 
1936 · 
1937 · 1939 · 1940 · 
1941 · 
1942 · 
1943 · 1944 · 
1945 · 
1946 · 
1947 · 
1948 · 
1949 · 
1950 · 
1952 · 
1952 · 
1953 · 
1954 · 
1955 · 
1956 · 
1957 · 
1958 · 
1959 · 
1960 · 
1961 · 
1962 · 
1963 · 
1964 · 
1965 · 
1966 · 
1967 · 
1968 · 
1969 · 
1970 · 
1971 · 
1972 · 
1973 · 
1974 · 
1975 · 
1976 · 
1977 · 
1978 · 
1979 · 
1980 · 
1981 · 
1982 · 
1983 · 
1984 · 
1985 · 
1986 · 
1987 · 
1988 · 
1989 · 
1990 · 
1991 · 
1992 · 
1993 · 
1994 · 
1995 · 
1996 · 
1997 · 
1998 · 
1999 · 
2000 · 
2001 · 
2002 · 
2003 · 
2004 · 
2005 · 
2006 · 
2007 · 
2008 · 
2009 · 
2010 · 
2011 · 
2012 · 
2013 ·
2014 ·
2015 ·
2016 ·
2017 ·
2018 ·
2019 ·
2020 ·
2021 ·
2022
Albanië ·
Algerije ·
Andorra ·
Argentinië ·
Armenië ·
Australië ·
Azerbeidzjan ·
België ·
Bolivia ·
Bosnië en Herzegovina ·
Brazilië ·
Bulgarije ·
Canada ·
Chili ·
China ·
Colombia ·
Costa Rica ·
Cyprus ·
DDR ·
Denemarken ·
Duitsland ·
Ecuador ·
Egypte ·
El Salvador ·
Engeland ·
Estland ·
Equatoriaal-Guinea · 
Faeröer ·
Finland ·
Frankrijk ·
GOS ·
Georgië ·
Griekenland ·
Haïti ·
Honduras ·
Hongarije ·
Ierland ·
IJsland ·
Irak ·
Iran ·
Israël ·
Italië ·
Ivoorkust ·
Japan ·
Joegoslavië ·
Jordanië ·
Kosovo ·
Kroatië ·
Letland ·
Liechtenstein ·
Litouwen ·
Luxemburg ·
Malta ·
Marokko ·
Mexico ·
Nederland ·
Nieuw-Zeeland ·
Nigeria ·
Noord-Ierland ·
Noord-Macedonië ·
Noorwegen ·
Oekraïne ·
Oostenrijk ·
Panama ·
Paraguay ·
Peru ·
Polen ·
Portugal ·
Puerto Rico ·
Roemenië ·
Rusland ·
San Marino ·
Saoedi-Arabië ·
Schotland ·
Servië ·
Servië en Montenegro ·
Slovenië ·
Slowakije ·
Sovjet-Unie ·
Tahiti ·
Tsjechië ·
Tsjecho-Slowakije ·
Tunesië ·
Turkije ·
Uruguay ·
Venezuela ·
Verenigde Staten ·
Wales ·
Wit-Rusland ·
Zuid-Afrika ·
Zuid-Korea ·
Zweden ·
Zwitserland
Australië (2014) ·
Brazilië (2013) ·
Chili (2010) ·
Chili (2014) ·
Costa Rica (2022) ·
Duitsland (2008) ·
Duitsland (2022) ·
Engeland (1982) ·
Engeland (2024) ·
Frankrijk (1984) ·
Frankrijk (2006) ·
Frankrijk (2012) ·
Frankrijk (2021) ·
Griekenland (2008) ·
Honduras (2010) ·
Ierland (2012) ·
Iran (2018) ·
Italië (2008) ·
Italië (2012, 1) ·
Italië (2012, 2) ·
Italië (2016) ·
Italië (2021) ·
Japan (2022) ·
Kroatië (2012) ·
Kroatië (2021) ·
Marokko (2018) ·
Marokko (2022) ·
Nederland (2010) ·
Nederland (2014) ·
Oekraïne (2006) ·
Paraguay (2002) ·
Polen (2021) ·
Portugal (2012) ·
Portugal (2018) ·
Rusland (2008, 1) ·
Rusland (2008, 2) ·
Rusland (2018) ·
Saoedi-Arabië (2006) ·
Slovenië (2002) ·
Slowakije (2021) ·
Sovjet-Unie (1964) ·
Tsjechië (2016) ·
Tunesië (2006) ·
Turkije (2016) ·
West-Duitsland (1982) ·
Zuid-Afrika (2002) ·
Zweden (2008) ·
Zweden (2021) ·
Zwitserland (2010) ·
Zwitserland (2021)